# Imsterberg
Imsterberg je obec v Rakousku ve spolkové zemi Tyrolsko v okrese Imst. Náleží pod soudní okres Imst. 
V obci žije 801 obyvatel. V roce 2019 (k 1. lednu) zde žilo 801 obyvatel, v roce 2021 (k 1. 1. 2021) to bylo 794 obyvatel.

## Geografie
Obec Imsterberg se skládá z několika osad, které se rozprostírají na severovýchodních svazích masivu Venet v nadmořské výšce 844 m (724–1074 m), naproti Imstu, jižně od řeky Inn. Jeho rozloha je 10,86 km², z toho 22,5 % připadá na zemědělskou půdu, 3,6 % na alpské vysokohorské louky a 65,5 % tvoří lesy. Z celkové rozlohy je 21,8 % území osídleno.

### Osady Imsterbergu jsou
- Imsterau
- Ried
- Endsfeld
- Höfle
- Vorderspadegg
- Hinterspadegg

### Sousední obce
| Mils bei Imst | Imst  |                 |
| Schönwies     |       | Arzl im Pitztal |
|               | Wenns |                 |

## Historie
První písemná zmínka pochází z roku 1382. Další zmínka o Imsterbergu pochází z roku 1313. V té době byli majiteli půdy Starkenbergové, kteří sem posílali nájemce, aby půdu vyčistili. V roce 1427 jsou obce Imsterberg a Imsterau uváděny jako soudní místa Imstu. V roce 1629 byla obec v rámci placení daní rozdělena mezi Au a Berg. V roce 1811 byla založena politická obec Imsterberg a byla pod bavorskou okupací.
Až do povýšení farnosti v roce 1891 byl Imsterberg součástí mateřské farnosti Imst.
V období druhé světové války americké tanky zaútočily na německé pozice v obci. Při útoku byly téměř všechny domy zničeny. Po válce v rámci obnovy byly přestavěny.

## Kulturní památky
V Imserbergu jsou památkově chráněny:
- farní kostel Panny Marie sedmibolestné ze 14. století přestavěna v roce 1791 s věží z roku 1828 a s hřbitovem[8]
- dvoupodlažní fara s valbovou střechou z 18. století[8]
- kaple ze 17. století
- výklenková kaplička s barokním krucifixem z 18. století

Chráněné kaple jsou osadě:
- Höffle
- Vorderspadegg
- Hinterspadegg

V Imsterau je kaple 14 pomocníků v nouzi

## Hospodářství
Mimo zemědělství a soukromých palíren má velký hospodářský význam v tyrolská vodní elektrárna v Imstu, která byla postavena v letech 1953–1956. K elektrárně vede 12 km dlouhý tlakový tunel, který odbočuje z Innu v Prutz, s výškovým rozdílem 145 m.

## Doprava
Obec je napojena na arlberskou železniční síť se zastávkou Imsterberg v obci Imsterau. Zastávka byla v roce 2019 rozsáhle modernizována a nyní je bezbariérová. V průběhu přestavby byly automatizovány také závorové systémy v obci na železniční trati. Tím končí éra závorářů v obci (posledních na Westbahn mezi Vídní a Bregenzem).

## Znak
Blason: Dělený štít, vpravo černý tlapatý kříž v červené barvě, levé pole šikmo čtvrcené v modré a stříbrné barvě.
Znak byl obci udělen Zemskou vládou v roce 1973. Tlapatý kříž symbolizuje někdejší příslušnost k rodu Stauferů. Modrá a stříbrná diagonální pole symbolizují vodní sílu Innu, neboť Imsterberg měl jednu z prvních elektráren v Tyrolsku.